# Термопсис ланцетный
Термо́псис ланце́тный, или термопсис люпиновый, или термопсис ланцетови́дный (лат. Thermópsis lanceoláta), — травянистое растение, вид рода Термопсис (Thermopsis) семейства Бобовые (Fabaceae), типовой вид рода.

## Ботаническое описание
Многолетнее травянистое растение с прямостоячими ребристыми опушёнными стеблями 10—40 см высотой. Прилистники листовидные, яйцевидно-ланцетные, до 3 см длиной, на верхушке острые. Черешок 3—8 мм длиной. Листья тройчатые, листочки линейно-продолговатые или обратноланцетные до линейных, 2,5—7,5 см длиной и 0,5—1,5 см шириной, снизу прижатоопушённые.
Соцветия — верхушечные кисти 6—17 см длиной, цветки супротивные или в мутовках по три. Прицветники 0,8—2 см длиной. Чашечка вздутая, опушённая, около 2 см длинойю. Венчик около 2,7 см длиной, жёлтого цвета. Тычинки в числе 10, свободные. Завязь густоволосистая.
Плоды — линейные коричневые бобы 5—9 см длиной, с носиком на конце, покрытые опушением, с 6—14 чёрными почковидными семенами 3—5×2,5—3,5 мм.

## Ареал и местообитание
Встречается от Южного Урала до Камчатки — в Западной и Восточной Сибири, Забайкалье, а также в Средней Азии, на севере Китая и Монголии.
Произрастает по лугам и полям, на нарушенных местах, нередко в населённых пунктах.

## Значение и применение
Ядовитое растение. На пастбище скотом не поедается. При случайном поедании вызывает сильное отравление с воспалением кишечника и желудка, параличом конечностей и смертельным исходом.
Экстракты способствует выделении мокроты и способны заменить корень ипекакуаны. Содержащийся в растении метилцитизин возбуждает дыхание. В народной медицине отвар применялся против гриппа, пневмонии, бронхитов и головных болей. Вытяжки и отвары обладают антигельминтными свойствами. Сухой порошок обладает инсектицидными свойствами.
Карантинный сорняк, засоряющий посевы злаков, часто встречающийся на парах.

## Таксономия
Название Thermopsis lanceolata было предложено в 1811 году Робертом Брауном для растений, описанных в 1803 году П. Палласом из Сибири под названием Sophora lupinoides L., отличающихся от камчатских растений, описанных под этим названием Линнеем.

### Синонимы
- Thermopsis lanceolata subsp. sibirica (Czefr.) Kurbatski, 1991
- Thermopsis lupinoides auct.
- Thermopsis sibirica Czefr., 1976